# Flavius Iovinus

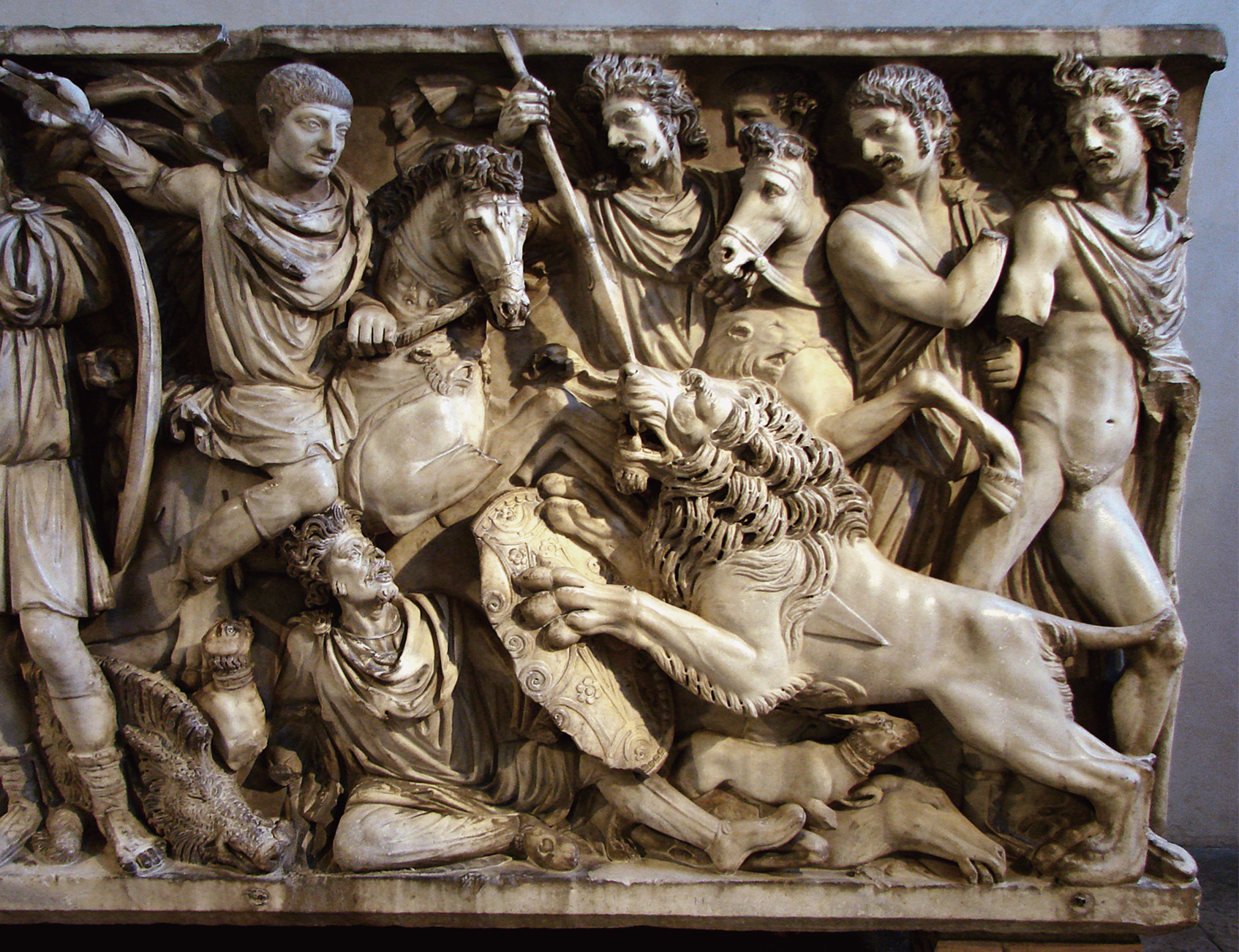
A szarkofág nagyobb részlete

Flavius Iovinus (vagy Valerius Iovinus) római katona, hadvezér. Iulianus császár és Valentinianus császár szolgálatában a galliai haderő parancsnoka, majd magister equitum (361–369). A 361-es polgárháborúban a Mediolanumot Iulianus számára elfoglaló hadoszlop parancsnoka.
Iulianus halála után Iovianus császár leváltotta, de 365-től az északi határvidéken az alemannok ellen hadakozott, ahol három nagy győzelmet aratott, 365. januárban, októberben és 366-ban. A 366-os durocatalaunumi (Châlons-sur-Marne) csata volt a legjelentősebb. Rövid ideig Belgica Secunda kormányzója, székhelye Durocortorum Remorumban volt. Egy britanniai expedíciós sereg parancsnoka. A 367. év consulja és a magister peditum rang birtokosa. 368-ban Valentinianus oldalán harcolt a solicinumi csatában. Két város alapítását tulajdonítják neki, a mai Joigny és Joinville, mindkettő eredetileg Iovinium volt.
Unokája Iovinus (mh. 413) trónbitorló.
| Elődei: Flavius Gratianus és Flavius Dagalaifus | Consul 367 collega: Flavius Lupicinus | Utódai: I. Valentinianus és Flavius Valens |